# Lucia Berlin
Lucia Brown Berlin (Juneau, 12 november 1936 – Marina del Rey, 12 november 2004) was een Amerikaanse schrijfster van korte verhalen. Ze wordt ook wel America's best kept secret genoemd (Amerika's best bewaarde geheim), omdat ze tijdens haar leven geen massapubliek wist te bereiken. Pas na haar dood werd Berlin een bestsellerauteur, door haar in 2015 gepubliceerde werk van geselecteerde verhalen onder de titel A Manual for Cleaning Women.